# Diócesis de Auki
La diócesis de Auki (en latín: Dioecesis Aukina y en inglés: Roman Catholic Diocese of Auki) es una circunscripción eclesiástica de la Iglesia católica en las Islas Salomón. Se trata de una diócesis latina, sufragánea de la arquidiócesis de Honiara. Desde el 16 de junio de 2023 es sede vacante y su administrador diocesano es el presbítero Jeffery Puritau.

## Territorio y organización
La diócesis tiene 4225 km² y extiende su jurisdicción sobre los fieles católicos de rito latino residentes en la provincia de Malaita.
La sede de la diócesis se encuentra en la ciudad de Auki, en la isla de Malaita, en donde se halla la Catedral de San Agustín. 
En 2022 en la diócesis existían 12 parroquias.

## Historia
El primer avistamiento registrado de Malaita por los europeos fue realizado por el español Álvaro de Mendaña el 11 de abril de 1568. La isla fue redescubierta a finales del siglo XVIII.
La diócesis fue erigida el 17 de diciembre de 1982 mediante la bula Qui quattuor del papa Juan Pablo II separando territorio de la arquidiócesis de Honiara.

## Estadísticas
Según el Anuario Pontificio 2023 la diócesis tenía a fines de 2022 un total de 50 996 fieles bautizados.
| Año                                                                             | Población            | Población | Población      | Sacerdotes | Sacerdotes    | Sacerdotes    | Bautizados por sacerdote | Diáconos permanentes | Religiosos | Religiosos | Parroquias |
| Año                                                                             | Bautizados católicos | Total     | % de católicos | Total      | Clero secular | Clero regular | Bautizados por sacerdote | Diáconos permanentes | Varones    | Mujeres    | Parroquias |
| ------------------------------------------------------------------------------- | -------------------- | --------- | -------------- | ---------- | ------------- | ------------- | ------------------------ | -------------------- | ---------- | ---------- | ---------- |
| 1990                                                                            | 23 278               | 105 120   | 22.1           | 12         | 6             | 6             | 1939                     |                      | 10         | 13         | 9          |
| 1999                                                                            | 30 957               | 121 945   | 25.4           | 18         | 14            | 4             | 1719                     |                      | 7          | 18         | 9          |
| 2000                                                                            | 32 045               | 118 857   | 27.0           | 17         | 13            | 4             | 1885                     |                      | 6          | 17         | 9          |
| 2001                                                                            | 33 681               | 122 000   | 27.6           | 14         | 12            | 2             | 2405                     |                      | 4          | 16         | 9          |
| 2002                                                                            | 35 033               | 125 904   | 27.8           | 14         | 13            | 1             | 2502                     |                      | 3          | 7          | 9          |
| 2003                                                                            | 35 220               | 122 620   | 28.7           | 18         | 16            | 2             | 1956                     |                      | 4          | 11         | 9          |
| 2004                                                                            | 35 908               | 131 806   | 27.2           | 20         | 20            |               | 1795                     |                      | 2          | 9          | 9          |
| 2006                                                                            | 37 239               | 140 862   | 26.4           | 19         | 19            |               | 1959                     |                      | 5          | 10         | 9          |
| 2012                                                                            | 41 982               | 156 800   | 26.8           | 21         | 19            | 2             | 1999                     |                      | 23         | 17         | 11         |
| 2015                                                                            | 45 600               | 160 300   | 28.4           | 30         | 27            | 3             | 1520                     |                      | 24         | 20         | 11         |
| 2018                                                                            | 49 100               | 170 900   | 28.7           | 23         | 20            | 3             | 2134                     |                      | 5          | 18         | 11         |
| 2020                                                                            | 50 714               | 159 333   | 31.8           | 26         | 26            |               | 1950                     |                      |            | 18         | 11         |
| 2022                                                                            | 50 996               | 161 832   | 31.5           | 26         | 26            |               | 1961                     |                      |            | 18         | 12         |
| Fuente: Catholic-Hierarchy, que a su vez toma los datos del Anuario Pontificio. |                      |           |                |            |               |               |                          |                      |            |            |            |

## Episcopologio
- Gerard Francis Loft, S.M. † (5 de diciembre de 1983-19 de octubre de 2004 renunció)
- Christopher Michael Cardone, O.P. (19 de octubre de 2004-22 de junio de 2016 nombrado arzobispo de Honiara)
  - Sede vacante (2016-2018)
- Peter Houhou (3 de julio de 2018-16 de junio de 2023 nombrado obispo de Gizo)
  - Sede vacante (desde 2023)